# 奇跡
奇跡（奇蹟、きせき、英: miracle）は、人間の力や自然法則を超え、神など超自然のものとされるできごと。基本的には宗教および信仰と結びついていることが多い。
奇跡という表現はどちらかと言うとキリスト教などを中心として用いられる用語で、それに相当するような内容を仏教や神道では「霊験」（れいげん）と言い、たとえば「霊験あらたか」などと表現する。

## 語源
「奇跡」「奇蹟」は、古典漢文に由来し、単純に珍しいことを指していた。19世紀末の日本でmiracleの訳語に使用され、中国にも逆輸入された。

## 宗教において
宗教学では奇跡の真偽の研究はせず、各宗教において奇跡や霊験とされる出来事・記述を収集・分類・比較し、またそれが信徒の心理や信仰とどのような関係があるか、などといったことなどを研究する。

### キリスト教における奇跡
聖書にはモーセやエリヤやイエスなどがさまざまな奇跡を行ったと記述されている。
キリスト教のうち、正教会、カトリック教会、さらに聖公会・プロテスタント内の福音主義は、福音書（『新約聖書』）に描かれていること、たとえばキリストの処女降誕、病者の治癒、死者の蘇生、キリストの肉体的復活などについて、キリストの生涯においては超自然的な出来事が起きたとする（イエスの奇跡も参照）。神自身が関わっているしるしとされ、人々を信仰へと導くものである。それに対し自由主義神学系の聖書学者は、それらを奇跡とは認めず、信仰上のイエス・キリストと史的イエスとを分離するアプローチを可としている。
人間にはできないことをするために聖霊が遣わされ、その人の救いのために必要な行い（すべきことやしてはならないことなど）を示す、との教えがある。カトリックでは使徒時代以降の聖人の身に起きたと伝えられる様々な不思議な出来事の一部について、神とのつながりのしるしと認めるものもあるが、近・現代の出来事については教会法に奇跡の真偽判定の厳格な手続きを定めており、滅多なことでは奇跡と認定されることはなく、各国の教区内での起きた信仰に関わるような不思議な出来事について、奇跡認定のための申請がヴァチカンに多数提出されてきたが、定められた手続きによってほぼ全て留保・却下されたという。ただし19世紀にベルナデッタ・スビルーにおきた出来事（「聖母の出現」や泉での難病治癒）についてはアレクシス・カレル（ノーベル賞学者）などが何度も調査した結果などもふまえて奇跡と認定したという。

### イスラム教における奇跡
イスラム教ではクルアーンにアッラーフが起こした奇跡についての記述がある。
イスラム神学では、ムハンマドへのクルアーンの啓示といった預言者たちに関する奇跡をムウジザ、聖者が起こす奇跡をカラーマと呼んで区別している。
アッバース朝以後のイスラム教圏ではスーフィズムが興隆し、神との合一を体験し奇跡を示す聖者が数多と現れ、それらを崇拝する聖者崇拝が一般化した。聖者はアラビア語でワリー（近しい者、友人）と呼ばれ、神からバラカ（神の祝福、恩寵）を授けられていると認識されており、英雄的な徳行や奇跡による救済を行うことが期待された。アメリカの中世史家C.S.テイラーはイスラム教における奇跡を、神と聖者の特別な絆によって与えられたバラカが、聖者の資質によって表現されたものと解釈している。14世紀アルジェリアの神学者イブン・クンフズは、奇跡は悪魔からも生じうるとし、奇跡の出現が聖者の資質を証明するのではなく、聖者の資質の真正さが奇跡の確実さを証明するのだと述べている。
14世紀エジプトの法学者スブキーは、聖者が起こした奇跡を25種類に分類した。大別すると、雨乞いや蝗害からの保護といった食料確保に関わるもの、病気の治癒や死んだ人や動物の復活など健康に関わるもの、空を飛ぶ・時空を操るなどの方法でハッジなどの宗教上の問題を補助するもの、野獣や昆虫などの動物を制御するものなどがある。

## 聖書における「奇跡」を表す用語
旧約聖書では「奇跡」という語による表現は、比較的少ない。聖書では多くの場合、「奇跡」は「不思議」、「不思議な業」、「しるし」などの語によって言い表されている。口語訳新約聖書（1954年）の『使徒行伝』では「奇跡」と「しるし」の語が併用されている。
- 「不思議」、「不思議な業」(wonders)：奇跡の及ぼした結果からの名称である。奇跡は人々に常に驚きをもたらした。聖書には多くの奇跡が記録されているように思えるが、実際にはモーセの時代、エリヤ、エリシャの時代、預言者ダニエルの時代、イエス、使徒たちの時代など、特定の時代に集中して現われている。
- 「しるし」(signs)：聖書が使用する名称の中で、特に特徴的なのがこの語で、奇跡の意義からの名称である。奇跡は単に驚きをもたらすためのものではなく、「しるし」・指標であった。それは、奇跡を行ったイエスがメシヤ、それゆえ単なる人ではなく神的な存在、であったことを立証するためになされたものであることを、聖書はこの語の使用によって主張している。『ヨハネの福音書』において顕著である。

## 転用
普通には起こりそうもないできごと、起こる可能性が極めて低い出来事について、宗教や信仰とは無関係に奇跡と呼ばれることがある。
スポーツでは、格上に対する劇的な勝利や信じがたいプレーに対して、開催地の名を取ってキンシャサの奇跡、メドウランズの奇跡などと呼ぶことがある。特にサッカーでは、劣勢にあったチームが後半ロスタイムに同点に追いつく、あるいは逆転した場合にも「～の奇跡」と名付ける事がある（リーグ戦においては引き分けでも勝ち点1が得られることから、圧倒的格上の相手に対しては引き分けでも奇跡とみなされる場合がある）。（例）イスタンブールの奇跡、マイアミの奇跡、カンプ・ノウの奇跡
スポーツ以外では、急激な経済発展を指して東洋の奇跡、漢江の奇跡などと言うことがある。
また、統計学的に極めて低い確率でしか起こらない（望ましい）ことが実現した場合にも用いられる。例えば、液体の水を持ち、気候が安定し、高等生物が多数生息する星はめったに生まれないという立場からみて、「奇跡の星地球」といった呼び方をする。

## 悪用
「奇跡」という語は時として人々を惹きつける力を持ち、それゆえこれを悪用する例もある。悪徳商法や悪意のある宗教団体の勧誘で用いられる手法である。

## 奇跡に関連する作品
- 映画
  - 34丁目の奇跡
  - 三十四丁目の奇蹟
  - 奇跡（カール・ドライヤー監督、1954年のデンマーク映画）
  - 奇跡（是枝裕和監督、2011年の日本映画）
- 戯曲
  - 奇跡の人
- 歌謡曲・ポップス
  - 愛の奇跡（ヒデとロザンナ）
  - 奇跡の地球（桑田佳祐&Mr.Children）
  - 奇跡（倖田來未）
  - キセキ（GReeeeN）
  - 奇跡（シュノーケル）
  - 奇跡（スガシカオ）
  - 奇跡〜大きな愛のように〜（さだまさし）
  - Miracle Man（オジー・オズボーン）